# Bom Jardim (Rio de Janeiro)
Pour les articles homonymes, voir Bom Jardim.
Bom Jardim est une ville de l'État de Rio de Janeiro au Brésil. La ville comptait 35 398 habitants en 2010 et sa superficie est de 385 km2.

## Maires
| Période | Période | Identité                                 | Étiquette | Qualité |
| ------- | ------- | ---------------------------------------- | --------- | ------- |
| 2009    | 2012    | Affonso Henriques Monnerat Alves da Cruz | PSDB      |         |

## Personnalités liées
- Tinga (1990-), footballeur